# Weinfelden
Weinfelden je město ve Švýcarsku v kantonu Thurgau. Leží na řece Thur a žije zde přibližně 12 tisíc obyvatel. Díky své centrální geografické poloze, na rozdíl od kantonálního hlavního města Frauenfeldu, nacházejícího se na periferii, zde sídlí několik kantonálních institucí, například Kantonální banka Thurgau a Správní soud kantonu Thurgau. V zimním pololetí se ve Weinfeldenu schází Velká rada, parlament kantonu Thurgau.

## Geografie
Město se nachází na rovině, přibližně uprostřed Thurgau, na levém břehu řeky Thur. Severně až severovýchodně od města se tyčí masiv Ottenberg, jehož nejvyšší vrchol dosahuje výšky 681 metrů.
Weinfelden měl v roce 2009 rozlohu 15,5 km². Z této rozlohy je 7,98 km², tj. 51,5 %, využíváno k zemědělským účelům, zatímco 3,48 km², tj. 22,5 %, je zalesněno. Ze zbytku území je 3,9 km², tedy 25,2 % zastavěno (budovy nebo silnice), 0,18 km² (1,2 %) tvoří řeky nebo jezera.
Ze zastavěné plochy tvoří průmyslové budovy 11,6 % celkové plochy, zatímco bydlení a budovy 3,9 % a dopravní infrastruktura 2,8 %. Energetická a vodohospodářská infrastruktura a další zvláštní zastavěné plochy tvořily 1,4 % plochy, zatímco parky, zelené pásy a sportoviště 5,5 %. Z lesních pozemků je 20,1 % celkové plochy silně zalesněno a 2,4 % je pokryto sady nebo malými skupinami stromů. Ze zemědělské půdy je 43,3 % využíváno pro pěstování plodin, 8,2 % pro sady nebo vinnou révu. Veškerá voda v obci je tekoucí.

## Historie

Weinfelden, cca 1810

Již v roce 124 je v místě Weinfeldenu doložen pět metrů široký římský most přes řeku Thur, což naznačuje, že zde již v té době existovalo centrum obchodu. Název Weinfelden se poprvé objevuje v roce 838 v darovací listině klášteru v St. Gallenu. Tehdejší název zněl Quivelda.
V raném novověku vlastnily vesnici střídající se šlechtické a patricijské rody. V polovině 16. století vlastnili obec páni z Mundprattu. V roce 1551 získal panství Weinfelden Hans Dietrich von Gemmingen z rodu Gemmingen-Steinegg, který byl ženatý s dcerou z Mundprattu. V roce 1555 prodal Weinfelden Fuggerům. V roce 1572 vlastnil toto místo Arbogast von Schellenberg. V roce 1575 získal panství Weinfelden Eberhard von Gemmingen a jeho bratři z linie Gemmingen-Bürg. V roce 1575 získal Weinfelden Eberhard von Gemmingen. Baroni z Gemmingenu zde postavili chudobinec a zřídili školu. V roce 1614 dědicové prodali panství městu Curych.

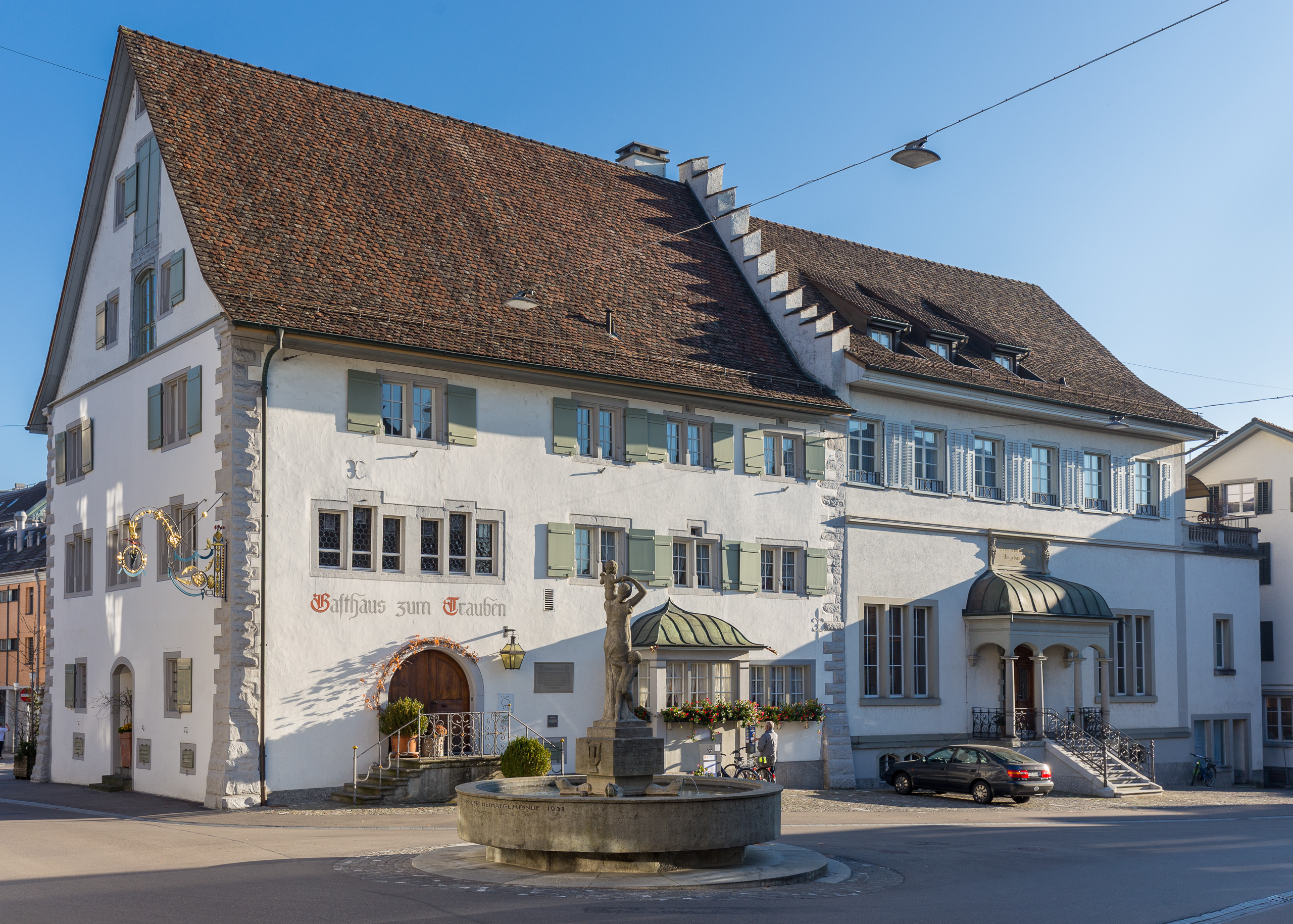
Hostinec zum Trauben

Weinfelden, v té době zdaleka největší město kantonu Thurgau, dosáhl v roce 1798 historického významu: v únoru toho roku vyvedl Paul Reinhart se svým výborem Thurgau ze staleté konfederační poroby (od roku 1460) do krátké první svobody. V roce 1803 se kanton Thurgau stal na základě zprostředkovatelského aktu císaře Napoleona oficiálně nezávislým; jeho hlavním městem se však stal Frauenfeld.
V roce 1830 získal Weinfelden politický význam podruhé. Dne 22. října 1830 promluvil ve Weinfeldenu k mnohatisícovému davu výmluvný Thomas Bornhauser. Na radničním náměstí požadoval - a v roce 1831 získal - jednu z prvních liberálních ústav v Evropě (ze stejných schodů hostince „zum Trauben“ jako 32 let před ním Paul Reinhart). Na radnici jsou portréty obou významných muží, busty obou se stejným vzorem, na radničním náměstí je ulice Paula Reinharta a Thomase Bornhausera, školní budova Paula Reinharta a Thomase Bornhausera, pamětní deska Paula Reinharta na domě „zum Komitee“ a kašna Thomase Bornhausera.
Obec Weinfelden existovala od roku 1803 do roku 1870. Místní obec vzniklá v roce 1816 byla v roce 1870 spojena s politickou obcí a vznikla tak jednotná obec Weinfelden. Od roku 1995 je součástí politické obce Weinfelden bývalá obec Weerswilen, avšak bez místní části Beckelswilen.
Za účelem výroby plynu byla v roce 1904 uvedena do provozu plynárna na černé uhlí. V roce 1928 bylo kompletně elektrifikováno pouliční osvětlení. V roce 1974 byla plynárna odstavena, od té doby je zemní plyn přiváděn z mezinárodních trhů. Malé vodní elektrárny byly uvedeny do provozu mezi lety 1942 a 1989.

## Obyvatelstvo

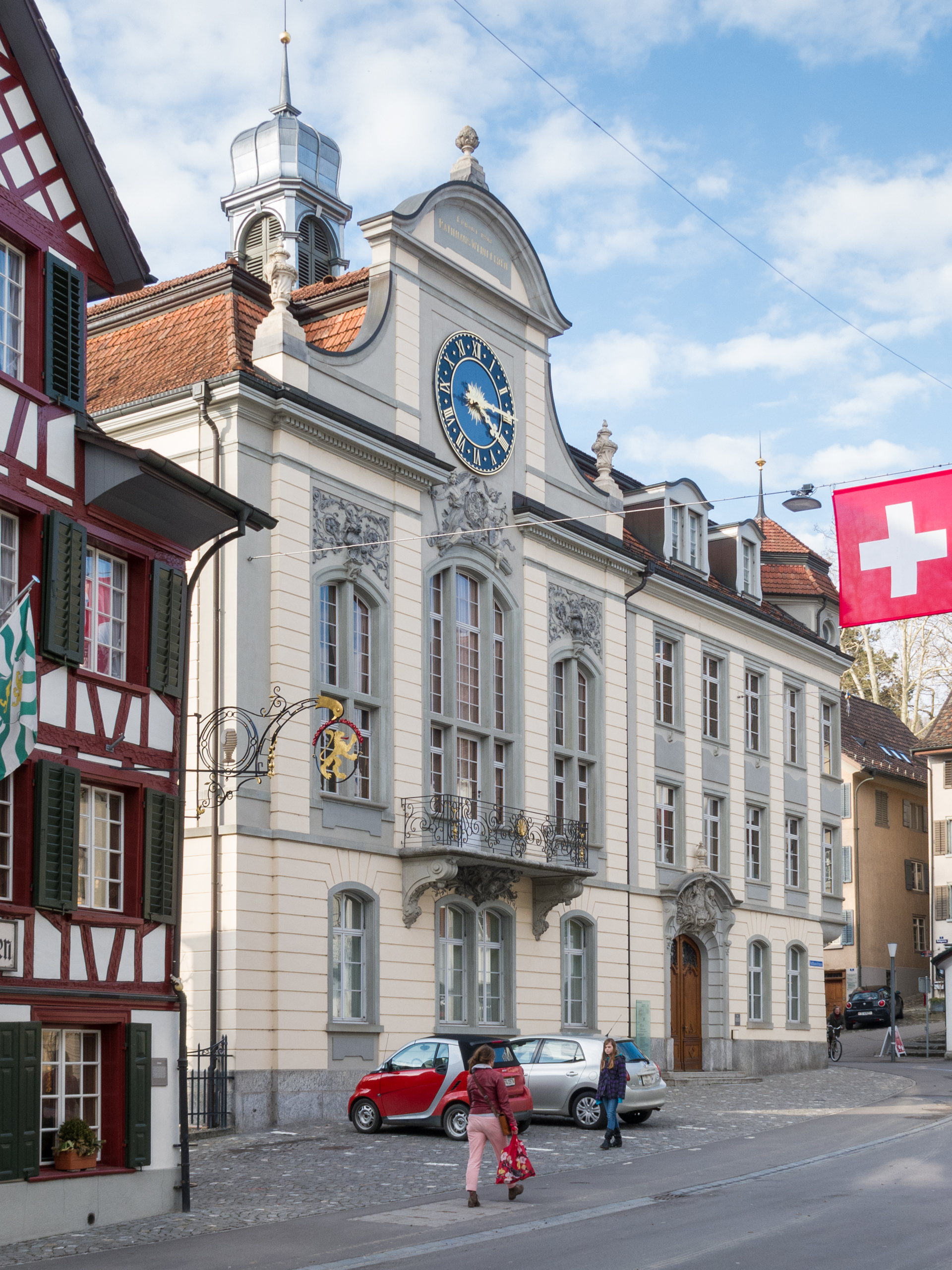
Radnice

K 31. prosinci 2021 měl Weinfelden 11 680 obyvatel.
| Vývoj počtu obyvatel | Vývoj počtu obyvatel | Vývoj počtu obyvatel | Vývoj počtu obyvatel | Vývoj počtu obyvatel | Vývoj počtu obyvatel | Vývoj počtu obyvatel | Vývoj počtu obyvatel | Vývoj počtu obyvatel | Vývoj počtu obyvatel |
| -------------------- | -------------------- | -------------------- | -------------------- | -------------------- | -------------------- | -------------------- | -------------------- | -------------------- | -------------------- |
| Rok                  | 1850                 | 1870                 | 1900                 | 1950                 | 1990                 | 2000                 | 2010                 | 2020                 |                      |
| Počet obyvatel       | 2256                 | 2622                 | 3516                 | 5823                 | 9055                 | 9456                 | 10 333               | 11 588               |                      |

## Hospodářství
V roce 2019 nabízel Weinfelden zaměstnání 7281 osobám (přepočteno na plný úvazek). Z toho 1,1 % bylo zaměstnáno v zemědělství a lesnictví, 22,3 % v průmyslu, obchodu a stavebnictví a 76,6 % v sektoru služeb.
Velkým podnikem soukromého sektoru se sídlem ve Weinfeldenu je společnost Model Holding, která působí v obalovém průmyslu; ve Weinfeldenu má své sídlo a jedno ze dvou distribučních center také společnost Lidl Schweiz AG.
O významu Weinfeldenu jako místa pro podnikání svědčí i to, že zde sídlí Kantonální banka Thurgau, Obchodní a průmyslová komora Thurgau a další sdružení.

## Doprava

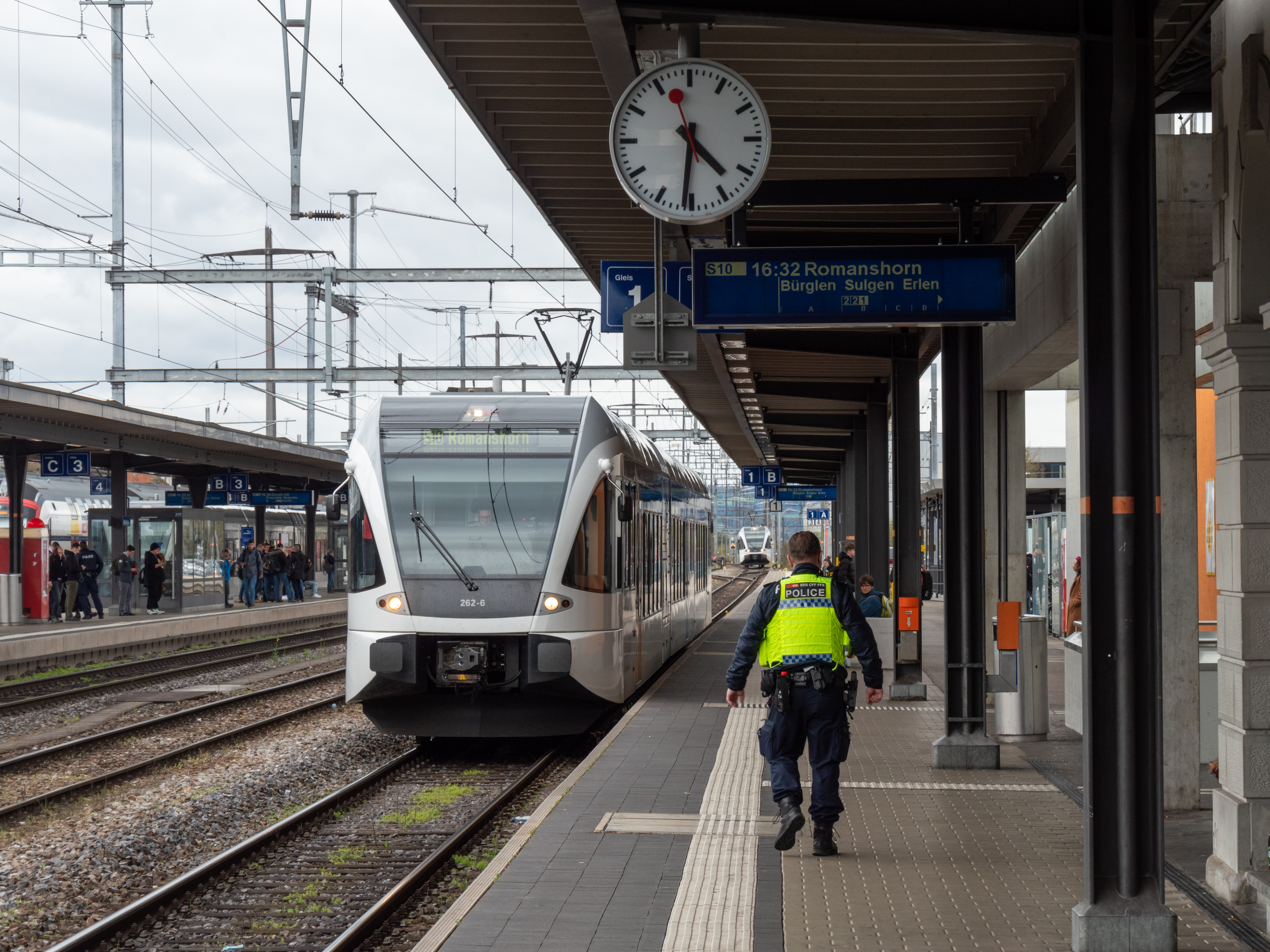
Vlak ve stanici Weinfelden

### Veřejná doprava
Nádraží Weinfelden je největším železničním dopravním uzlem v kantonu Thurgau. Až do poloviny 19. století připomínalo údolí Thuru neprostupnou divočinu. Teprve po vybudování železniční trati Oerlikon–Romanshorn Švýcarskou severovýchodní dráhou bylo možné přepravovat zboží i přes kanton v ose západ-východ. V roce 1876 byla otevřena Bischofszellerbahn (trať do St. Gallenu) a v roce 1911 začala fungovat Mittelthurgaubahn v trase Kreuzlingen – Weinfelden – Wil. Dnes jezdí vlaky InterCity směrem na Curych a dále do Bielu nebo Brigu a vlaky S-Bahn z Curychu do Zugu a také vlaky S-Bahn St. Gallen. Kříží se zde tedy pět železničních a pět poštovních autobusových linek. Nádraží bylo v roce 2002 kompletně zrekonstruováno.

### Individuální doprava
Centrum Weinfeldenu odlehčuje obchvat města (Dunantstrasse, Dufourstrasse a Deucherstrasse). Pro meziměstskou dopravu neexistuje žádná dálnice nebo rychlostní silnice, která by Weinfelden objížděla. Plánuje se výstavba rychlostní silnice Thurtal/Aachtal s tunelem přes Ottenberg, která bude jednou napojena na dálnici v Arbonu.

## Osobnosti
- Peter Stamm (* 1963), švýcarský spisovatel